# Готська війна (249—253)
Готська війна (249—253) (англ. Gothic War) — частина серії військових конфліктів, в якій брали участь племена готів та Римська Імперія. Готські війни тривали з першої половини III століття по другу половину V століття. Вважається, що перша і найдавніша готська війна почалась в 249 році, але передумови її виникнення слідують десятками роками раніше.
Перша Готська війна уявляє собою напад готських племен на територію Римської Імперії, спровокованих припиненням щорічних платежів. Розділені на дві армії під керівництвом короля Капрі. Переможена в перших двох битвах, готська армія перемогла Битву при Беро (англ. Battle of Beroe) та розграбувала місто. Відступивши, головнокомандувач Римської армії Децій дає готам можливість розграбувати місто Мезія, після чого через довгу облогу (251 рік) розграбувати та спалити Філіппополь (нині Пловдив). Невдовзі після цього готська армія відступає на свої землі. Наздогнавши їх, Децій зі своїм сином вступають в битву, в якій терплять поразку і помирають. Новий Імператор відпускає готів додому, даючи їм забрати якомога більше багатств, а разом з цим поновлює щорічні платежі.

## Передумови
Не без великої ролі Каракалла в укладенні миру між Римом та варварами (212 рік), Імперія підтримувала з готськими племенами дружні відносини. Готи виконували роль союзників, отримуючи щорічні грошові платежі від Імперії. Ці відносини змінюються, коли (217 рік) Римський імператор Філіп I перестає їх виплачувати.
Під керівництвом короля Острогота військо готів переступає через Дунай та виступає на Римські провінції Фракію та Мезію (приблизно 248 рік). Напад видався успішним, і Острогота посилає в новий, безуспішний, похід вождів Аргаіту та Гунтеріха. В ньому беруть участь племена готів, вандалів-асдингів, карпів, певкинів. Вони намагаються організувати та протримати облогу міста Маркіанополь, але терплять невдачу і відступають.
Тоді, приблизно 250 року, влада переходить новому королю, Кніву. Він відомий саме під цим іменем в більшості джерел, бо навіть Дексіпп — найбільш плодовитий історик Готських війн — називав його так, хоча насправді і більш імовірно той мав інше ім'я. Вперше згаданий в «Скіфській війні» Дексіппа, Кнів названий так скоріш за все в результаті плутанини. Словом «knewa» (knewan) германці називали спадкоємців та синів по чоловічій лінії, зазвичай знатного походження. В такому разі під це звання краще за все підходить лише одна людина: Хунвіл, син Острогота. Таким чином, є підстави вважати, що саме він повів армію в похід, і саме його воєнну кампанію слід пов'язувати з повноцінним початком війни.

## Хід війни

### Початок рейду
Навесні 250 року, розділивши військо на два війська — одне на 20, 000, друге на 70, 000 чоловіків, Хунвіл ступив через Дунай, на територію Римської Імперії. Метою нападу були провінції Дакія і Фракія, разом з ними територія Мезії. Крім свого власного народу, Хунвіл мобілізує і ряд інших племен. Племена карпів , бастарнів , тайфалів і асдінгів-вандалів. Меншу частину він відправив на спустошення Мезії — скоріш за все, безуспішне -, а сам ринув до фортеці Нови. Там, в 250 році, його армія була зупинена воєначальником Требонієм Галлом. Не завдавши шкоди Новам, Хунвіл прямує до міста Нікополь.
В Нікополі готське військо зустрічає Децій зі своїм сином Гереннієм. Відбувається Битва при Нікополі (англ. Battle of Nicopolis ad Istrum). Римське військо перемагає, а по їх свідченням гети втрачають 3,000 воїнів.
Тим часом армія в 20 тисяч, можливо, під керівництвом вождів Аргайта і Гунтеріха, переходить в Нижній Дунай, після чого вторгається в ніжнемезійську Добруджу, після чого доходить до фракійського Філіппополя.

### Фінальне зіткнення при Філіппополі
Відступаючи від Нікополя, гети відновлюють сили. Армія Хунвіла зустрічається з військом під керівництвом вождів інших племен під Філіппополем. Нехай і одержав перемогу в Битві при Нікополі і звільнивши Дакію від карпів, Децій зі своєю армію виснажені. Об'єднана армія готів відкидає Римську армію за гори.
Цю подію описує в своїй книзі Йордан:

Дізнавшись про його відступ, імператор Децій перетнув гірський хребет Гема і, з цілями допомогти тому народові, підійшов до Беро. Поки він зупинився на відпочинок зі своїми стомленими конями та військом, на нього, мов грім, обрушився Кніва зі своїми готами і, знищивши римське військо, погнав імператора з небагатьма (супутниками), що намагались втекти назад через Альпи в Мізію, к Новам, де воєначальник Галл стояв тоді з великим загоном на кордоні.
Гети приступають до облоги Філіпопполя. Вони незграбні в облогових техніках, в тому числі в користуванні таранами. Облогу міста детально описують уривки текстів Дексиппа:

«Після цього спробували взяти саме місто: затвердили драбини, підвезли машини. Це були бруски, зібрані чотирикутником, щось на кшталт будиночків. Вони обтягнули їх зверху шкірами для того, щоб при нападі на ворота захистити себе від снарядів; над собою підняли щити, а машини пересували на колесах важелями. Деякі з атакуючих, піднімаючи довжелезні бруски, оковані залізом, для того, щоб не дробитися при зіткненні зі стіною, намагалися їми проломити стіну. […] Нарешті, були і такі, які підвозили до стіни міста і дерев'яні вежі на колесах для того, щоб, ставши ближче, накинути на стіну мости та, привівши їх к одному рівню з нею, забезпечити війську перехід […] Недруги, не отримавши успіху від своїх машин, впали в розпач; потім, думаючи, як продовжити війну, вирішили збудувати у міста високі земляні насипи для того, щоб можна було битися, стоячи в рівень з городянами. […] Скіфи придумали вбити всю худому, яка не годилась, і всіх полонених, яким вадила старість або хвороба, і скинути всі їх трупи в рів разом з різним мотлохом. На третій день трупи роздулися і тим самим немало допомогли висоті насипу. Фракійці пробили стіну не більше ніж в ширину невеличкої щілини вузьких дверцят, і через цей отвір кожну ніч звозили до себе землю. Варвари вже не знали, що їм робити.»,

Таким чином, готи потрапляють в умови, в яких вимушені знаходити інший шлях. Такий шлях і стає відкритим, коли Хунвіл вступає в контакт з колаборантом — воєначальником та комендантом міста Титом Юлієм Пристом. Він, як один з багатьох узурпаторів, претендує на Імператорський титул, а разом з цим готовий підтримати готів воєнною силою. У відповідь вони визнають його імператором і пропонують союз. Але не виконали своєї угоди. В 250 році його військо, впущене в місто, спустошує Філіппополь, за ремаркою історика Амміана Марцелліна: «зруйнований був Філіппополь, причому — якщо вірне повідомлення істориків — убито було в стінах міста сто тисяч чоловік», а багатьох інших було взято в полон. Тит помирає разом зі своїм містом.
Тільки навесні 251 року Децій зі своєю армією стає готовим до наступу, але Філіппополь було втрачено ще влітку 250 року. Децій збирає армію приблизно з 80, 000 чоловіків і виражає те що, процитував в своїх записах Дексиппій:

«Люди, хотів би я щоб воєнна сила та землі провінцій були в доброму стані, не пригнічені ворогом. Але нехай події людського життя несуть страждання (бо така доля смертних), це обов'язок гордих людей — прийняти те, що сталося і не втрачати дух, не ставати слабше силою та духом від того, що їх доля привела до поразок чи від захоплення Фракії — на випадок, якщо когось з вас ці події пригнічують. На обидва з цих нещасть я можу запропонувати аргументи: перше є результатом не вашої слабкості, а зради скаутів, коли як втрата Фраківського міста є лише результатом облоги — дії, рухомої не силою, а безсиллям та слабкістю після їх безуспішних атак.»
Готська армія з награбованою здобиччю ступає зворотнім шляхом. Вони йдуть тією дорогою, якою у минулому році рухалася їх південна група, просто тепер у зворотному напрямку — на північний схід. Літом 251 року римляни під командуванням Деція зробили наступ на головні сили готів у Абрітти (нині Хісирлик), плануючи перехопити їх повернення з багатою здобиччю додому. Відбувається Битва у Абритти (англ. Battle of Abritus). Хунвіл, який краще знає місцевість, розділяє своє військо на три групи. І нехай Децій знищив дві з них, Хунвіл заманює свого ворога в жахливі болота. Там, оточені з усіх сторін, Римські війська були переможені. Стріла вбила Гереннія — сина Деція -, а сам Децій чи вмер, атакуючи готів, чи був поглинений болотом.
Як свідчить Амміан Марцеллін:

«Схожа нещаслива доля чекала, як відомо, Цезаря Деція, який в жорстокій битві з варварами був скинутий на землю падінням з оскаженілого коня, стримати якого він не зміг. Потрапивши в болото, він не міг нікуди звідки вибратися, а тому і тіла його не можна було знайти.»

Йордан залишає невелику ремарку, закінчуючи оповідати про події у Абрітти:
Це місце до цих пір звуть «Алтарем Деція», бо тут перед битвою він здійснив пишне жертвоприношення ідолам.

## Наслідки війни
Втративши Імператора, влада над Римською державою переходить в руки Требоніана Галла та його сина Волусіана. Требоніан, з залишками армії, змушений пропустити готів у Північне Причорномор'я, даючи їм забрати з собою як здобич безліч людей і багатств, а крім того згоджується знову платити їм щорічні платежі. Все це в обмін на припинення нападів на римські землі. Люди засуджують його за такі слабкі дії, але можна сказати, що Требоніан — просто жертва обставин.
Таким чином готи повертаюся на свої території, одержав перемогу, а Римська Імперія залишається в послабленому стані зустрічати чуму.